# T-500
Die T-500 ist ein Agrarflugzeug des russischen Herstellers ONPP Technologija (russisch ОНПП Технология), einem Subunternehmen der Rostec.

## Geschichte
Das Zertifizierungsprogramm der am 23. Juli 2017 zum ersten Mal geflogenen T-500 begann im August 2017 nach der Unterzeichnung des Vertrages zwischen der Kasaner Firma MWEN (МВЕН), der eigentlichen Konstruktionsfirma, und dem russischen Luftfahrtministerium im Rahmen des Internationalen Luft- und Raumfahrtsalons MAKS 2017. Sie wurde auf Basis der MW-500 konstruiert, von der 26 Exemplare im Einsatz sind. Die Musterzulassung für die T-500 durch die russischen Behörden wurde am 6. September 2018 erteilt. Von dem Flugzeug sollen 2018[veraltet] noch 10 Stück für RusAvia produziert werden, wobei eine Produktionskapazität von bis zu 120 Stück pro Jahr geplant ist.

## Konstruktion
Die T-500 ist ein speziell für die Landwirtschaft konstruierter Tiefdecker mit Turboprop-Antrieb, der zu großen Teilen aus Verbundwerkstoffen gebaut wird. Sie ist mit einem Fallschirm für Notfälle zur Rettung der Maschine und der Crew ausgestattet.

## Versionen
- T-500A: Version mit Schwimmern anstelle des normalen Fahrwerks

## Technische Daten
| Kenngröße             | Daten                      |
| --------------------- | -------------------------- |
| Besatzung             | 1                          |
| Länge                 | 7,7 m                      |
| Spannweite            | 12,4 m                     |
| Höhe                  | 2,3 m                      |
| Flügelfläche          | ? m²                       |
| Nutzlast              | 500 l Tank für Chemikalien |
| Leermasse             | ? kg                       |
| max. Startmasse       | 1475 kg                    |
| Reisegeschwindigkeit  | 160 km/h                   |
| Höchstgeschwindigkeit | ? km/h                     |
| Dienstgipfelhöhe      | ? m                        |
| Reichweite            | 1000 km                    |
| Triebwerke            | Lycoming O-540-В4В5-235    |